# Тріпп Філліпс
Тріпп Філліпс (англ. Tripp Phillips; нар. 26 серпня 1977) — колишній американський тенісист.
Найвищу одиночну позицію світового рейтингу — 343 місце досяг 19 травня, 2003, парну — 29 місце — 9 жовтня, 2006 року.
Здобув 2 парні титули.
Найвищим досягненням на турнірах Великого шолома був півфінал в парному розряді.

## Фінали Туру ATP за кар'єру

### Парний розряд: 2 (2 перемоги)
| Легенда                                     |
| ------------------------------------------- |
| Турніри Великого шолома (0–0)               |
| Фінали Світового туру ATP (0–0)             |
| Серія Мастерс 1000 Світового Туру ATP (0–0) |
| Серія 500 Світового туру ATP (1–0)          |
| Серія 250 Світового туру ATP (1–0)          |

| Фінали за покриттям |
| ------------------- |
| Тверде (2–0)        |
| Ґрунт (0–0)         |
| Трава (0–0)         |
| Килим (0–0)         |

| Фінали за типом корту |
| --------------------- |
| Відкритий (0–0)       |
| Закритий (0–0)        |

| Результат | В-П | Дата     | Турнір                     | Рівень    | Покриття | Партнер    | Суперники                 | Рахунок          |
| --------- | --- | -------- | -------------------------- | --------- | -------- | ---------- | ------------------------- | ---------------- |
| Перемога  | 1–0 | Жов 2006 | Japan Open (теніс), Японія | Серія 500 | Тверде   | Ешлі Фішер | Пол Голдстейн Джим Томас  | 6–2, 7–5         |
| Перемога  | 2–0 | Лип 2008 | Індіанаполіс, США          | Серія 250 | Тверде   | Ешлі Фішер | Скотт Ліпскі Девід Мартін | 3–6, 6–3, [10–5] |

### Мікст
| Результат | В-П | Дата     | Турнір     | Рівень     | Покриття | Партнер            | Суперники                       | Рахунок  |
| --------- | --- | -------- | ---------- | ---------- | -------- | ------------------ | ------------------------------- | -------- |
| Перемога  | 1–0 | Вер 2004 | Пекін, КНР | Челленджер | Тверде   | Еммануель Гальярді | Джастін Гімелстоб Джилл Крейбас | 6–1, 6–2 |

## Фінали ATP Челленджер і ITF Ф'ючерс

### Одиночний розряд: 3 (1–2)
| Легенда              |
| -------------------- |
| ATP Челленджер (0–0) |
| ITF Ф'ючерс (1–2)    |

| Фінали за покриттям |
| ------------------- |
| Тверде (1–2)        |
| Ґрунт (0–0)         |
| Трава (0–0)         |
| Килим (0–0)         |

| Результат | В-П | Дата     | Турнір                           | Рівень  | Покриття | Суперник        | Рахунок             |
| --------- | --- | -------- | -------------------------------- | ------- | -------- | --------------- | ------------------- |
| Перемога  | 1–9 | Кві 2002 | США F8 Мобіл (Алабама)           | Ф'ючерс | Тверде   | Лазар Магдінчев | 2–6, 6–2, 6–2       |
| Поразка   | 1–1 | Лис 2002 | США F27 Гаммонд (Луїзіана)       | Ф'ючерс | Тверде   | Майкл Джойс     | 6–7(8–10), 6–7(1–7) |
| Поразка   | 1–2 | Кві 2003 | США F9 Елкін (Північна Кароліна) | Ф'ючерс | Тверде   | Джош Гоффі      | 6–4, 2–6, 4–6       |

### Парний розряд: 43 (28–15)
| Легенда               |
| --------------------- |
| ATP Челленджер (15–8) |
| ITF Ф'ючерс (13–7)    |

| Фінали за покриттям |
| ------------------- |
| Тверде (26–13)      |
| Ґрунт (2–2)         |
| Трава (0–0)         |
| Килим (0–0)         |

| Результат | В-П   | Дата     | Турнір                            | Рівень     | Покриття | Партнер           | Суперники                                  | Рахунок                  |
| --------- | ----- | -------- | --------------------------------- | ---------- | -------- | ----------------- | ------------------------------------------ | ------------------------ |
| Поразка   | 0–1   | Лют 2001 | Мексика F1, Четумаль              | Ф'ючерс    | Тверде   | Ендрю Ніскер      | Йозеф Нештіцький Їржі Врбка                | 4–6, 2–6                 |
| Перемога  | 1–1   | Лют 2001 | Мексика F2, Канкун                | Ф'ючерс    | Тверде   | Ендрю Ніскер      | Дімітріо Мартінес-Кастро Хакобо Ернандес   | 4–6, 6–4, 6–1            |
| Поразка   | 1–2   | Тра 2001 | США F11, Віро-Біч (Флорида)       | Ф'ючерс    | Ґрунт    | Джефф Ласкі       | Даніель Андерссон Раян Сачір               | 4–6, 6–7(4–7)            |
| Перемога  | 2–2   | Чер 2001 | Канада F1, Місісага               | Ф'ючерс    | Тверде   | Ендрю Ніскер      | Стів Берк Кайл Портер                      | 3–6, 7–6(7–4), 6–1       |
| Поразка   | 2–3   | Чер 2001 | Канада F2, Монреаль               | Ф'ючерс    | Тверде   | Ендрю Ніскер      | Боббі Кокавец Ліколя Брошу                 | 2–6, 4–6                 |
| Перемога  | 3–3   | Лис 2001 | США F24, Гаттісбург (Міссісіпі)   | Ф'ючерс    | Тверде   | Ендрю Ніскер      | Вікрант Чадга Раян Сачір                   | 4–6, 7–6(7–5), 6–3       |
| Поразка   | 3–4   | Бер 2002 | Нова Зеландія F2, Крайстчерч      | Ф'ючерс    | Тверде   | Даґ Рут           | Дірк Стеґманн Йоган дю Рандт               | 6–7(2–7), 6–2, 4–6       |
| Поразка   | 3–5   | Кві 2002 | США F7, Літл-Рок                  | Ф'ючерс    | Тверде   | Оскар Юганссон    | Гантлі Монтґомері Раян Сачір               | 5–7, 2–6                 |
| Перемога  | 4–5   | Кві 2002 | США F8, Мобіл (Алабама)           | Ф'ючерс    | Тверде   | Гантлі Монтґомері | Даґ Богабой Томас Блейк                    | 6–3, 2–6, 7–5            |
| Перемога  | 5–5   | Кві 2002 | США F9, Елкін (Північна Кароліна) | Ф'ючерс    | Тверде   | Гантлі Монтґомері | Ражів Рам Браян Бейкер                     | 2–6, 6–4, 6–4            |
| Перемога  | 6–5   | Жов 2002 | Фресно, США                       | Челленджер | Тверде   | Гантлі Монтґомері | Ігнасіо Ірігоєн Даніел Мело                | 6–4, 6–3                 |
| Перемога  | 7–5   | Жов 2002 | США F25, Лаббок                   | Ф'ючерс    | Тверде   | Гантлі Монтґомері | Ф Вентура-Мартель Марк Форнель Местрес     | 6–0, 6–2                 |
| Перемога  | 8–5   | Жов 2002 | США F26, Арлінгтон (Техас)        | Ф'ючерс    | Тверде   | Гантлі Монтґомері | Джон-Пол Фруттеро Джейсон Маршалл          | 6–0, 6–4                 |
| Перемога  | 9–5   | Лис 2002 | США F27, Гаммонд (Луїзіана)       | Ф'ючерс    | Тверде   | Гантлі Монтґомері | Ражів Рам Браян Бейкер                     | 6–3, 6–1                 |
| Перемога  | 10–5  | Січ 2003 | США F2, Кіссіммі                  | Ф'ючерс    | Тверде   | Ігнасіо Ірігоєн   | Феліпе Парада Хуліо Перальта               | 6–4, 6–2                 |
| Перемога  | 11–5  | Лют 2003 | США F3, Авентюра (Флорида)        | Ф'ючерс    | Тверде   | Раян Сачір        | Феліпе Парада Хуліо Перальта               | без гри                  |
| Перемога  | 12–5  | Лют 2003 | США F4, Браунсвілл                | Ф'ючерс    | Тверде   | Раян Сачір        | Лазар Магдінчев Душан Вемич                | 6–2, 6–1                 |
| Перемога  | 13–5  | Кві 2003 | США F7, Пенсакола                 | Ф'ючерс    | Тверде   | Гантлі Монтґомері | Пол Голдстейн Кіанткі Томас                | 6–7(6–8), 6–4, 7–5       |
| Поразка   | 13–6  | Кві 2003 | США F9, Елкін (Північна Кароліна) | Ф'ючерс    | Тверде   | Гантлі Монтґомері | Тревіс Перротт Джош Гоффі                  | 6–2, 2–6, 5–7            |
| Поразка   | 13–7  | Тра 2003 | Форест-Гіллс, США                 | Челленджер | Тверде   | Гантлі Монтґомері | Джастін Гімелстоб Скотт Гамфріс            | 6–7(1–7), 6–3, 4–6       |
| Перемога  | 14–7  | Чер 2003 | Атлантік-Сіті, США                | Челленджер | Тверде   | Раян Сачір        | Пол Голдстейн Брендон Коуп                 | 7–5, 6–3                 |
| Поразка   | 14–8  | Лип 2003 | Вальядолід, Іспанія               | Челленджер | Тверде   | Філіпп Мухометов  | Като Дзюн Лукаш Кубот                      | 6–4, 0–6, 1–6            |
| Перемога  | 15–8  | Сер 2003 | Сеговія, Іспанія                  | Челленджер | Тверде   | Ота Фукарек       | Еміліо Бенфеле Альварес Жан-Франсуа Башело | 6–4, 7–6(10–8)           |
| Поразка   | 15–9  | Лис 2003 | Остін (Техас), США                | Челленджер | Тверде   | Джош Гоффі        | Лу Єн-Сун Джейсон Маршалл                  | 2–6, 6–2, 3–6            |
| Поразка   | 15–10 | Січ 2004 | США F1, Тампа                     | Ф'ючерс    | Тверде   | Гантлі Монтґомері | Ражів Рам Браян Бейкер                     | 3–6, 6–3, 2–6            |
| Перемога  | 16–10 | Січ 2004 | США F2, Кіссіммі                  | Ф'ючерс    | Тверде   | Раян Сачір        | Скотт Ліпскі Девід Мартін                  | 6–4, 1–6, 6–3            |
| Перемога  | 17–10 | Бер 2004 | Мехіко, Мексика                   | Челленджер | Ґрунт    | Ешлі Фішер        | Рогір Вассен Федеріко Бровне               | 6–4, 2–6, 6–3            |
| Поразка   | 17–11 | Кві 2004 | Леон (Мексика), Мексика           | Челленджер | Тверде   | Фредерік Ніємеєр  | Бруно Ечагарай Мігель Гальярдо Вальєс      | 4–6, 6–7(1–7)            |
| Поразка   | 17–12 | Чер 2004 | Простейов, Чехія                  | Челленджер | Ґрунт    | Тревіс Перротт    | Домінік Грбатий Ярослав Левинський         | 4–6, 4–6                 |
| Перемога  | 18–12 | Лип 2004 | Кордова, Іспанія                  | Челленджер | Тверде   | Брендон Коуп      | Джош Гоффі Еміліо Бенфеле Альварес         | 7–6(8–6), 7–6(7–1)       |
| Перемога  | 19–12 | Лип 2004 | Аптос, США                        | Челленджер | Тверде   | Гантлі Монтґомері | Дієґо Аяла Ерік Тайно                      | 7–6(7–3), 7–5            |
| Перемога  | 20–12 | Сер 2004 | Бінгемтон, США                    | Челленджер | Тверде   | Гантлі Монтґомері | Натан Гілі Рік де Вуст                     | 7–6(8–6), 7–6(7–4)       |
| Перемога  | 21–12 | Сер 2004 | Бронкс, США                       | Челленджер | Тверде   | Гантлі Монтґомері | Ігор Куніцин Урос Віко                     | 7–6(8–6), 6–7(8–10), 6–2 |
| Перемога  | 22–12 | Вер 2004 | Пекін, КНР                        | Челленджер | Тверде   | Ешлі Фішер        | Джастін Гімелстоб Грейдон Олівер           | 7–5, 7–5                 |
| Поразка   | 22–13 | Лис 2004 | Гомстед (Флорида), США            | Челленджер | Тверде   | Гантлі Монтґомері | Габріель Тріфу Гленн Вейнер                | 7–5, 5–7, 2–6            |
| Перемога  | 23–13 | Сер 2005 | Ванкувер, Канада                  | Челленджер | Тверде   | Ешлі Фішер        | Ражів Рам Гантлі Монтґомері                | 7–6(8–6), 1–6, 6–3       |
| Перемога  | 24–13 | Сер 2005 | Бінгемтон, США                    | Челленджер | Тверде   | Гантлі Монтґомері | Олександр Богомолов Тревіс Реттенмаєр      | 6–3, 6–2                 |
| Поразка   | 24–14 | Жов 2005 | Саутгемптон, Велика Британія      | Челленджер | Тверде   | Тревіс Перротт    | Рогір Вассен Джефф Кутзе                   | 7–6(10–8), 4–6, [4–10]   |
| Перемога  | 25–14 | Лис 2005 | Пусан, Південна Корея             | Челленджер | Тверде   | Ешлі Фішер        | Сончат Ратіватана Санчай Ратіватана        | 7–5, 6–3                 |
| Перемога  | 26–14 | Лис 2005 | Шампейн-Урбана, США               | Челленджер | Тверде   | Ешлі Фішер        | Джастін Гімелстоб Ражів Рам                | 6–3, 5–7, 6–0            |
| Перемога  | 27–14 | Гру 2005 | Орландо, США                      | Челленджер | Тверде   | Ешлі Фішер        | Міша Зверєв Алекс Кузнєцов                 | default                  |
| Перемога  | 28–14 | Бер 2006 | Мехіко, Мексика                   | Челленджер | Ґрунт    | Рогір Вассен      | Александер Васке Міхаель Кольманн          | 6–7(4–7), 6–4, [13–11]   |
| Поразка   | 28–15 | Кві 2006 | Таллахассі, США                   | Челленджер | Тверде   | Боббі Рейнольдс   | Рік де Вуст Гленн Вейнер                   | 6–3, 3–6, 0–1 ret.       |

## Часова шкала виступів на турнірах Великого шолому
| W | Ф | ПФ | ЧФ | #Р | КТ | К# | DNQ | A | NH |

| Турнір                                 | 2004 | 2005 | 2006 | 2007 | 2008 | SR     | В-П  | Win% |
| -------------------------------------- | ---- | ---- | ---- | ---- | ---- | ------ | ---- | ---- |
| Відкритий чемпіонат Австралії з тенісу |      | 1р   |      | 2р   |      | 0 / 2  | 1–2  | 33%  |
| Відкритий чемпіонат Франції з тенісу   |      |      | 1р   | 1р   |      | 0 / 2  | 0–2  | 0%   |
| Вімблдонський турнір                   | 1р   | К1р  | 2р   | 1р   | 1р   | 0 / 4  | 1–4  | 20%  |
| Відкритий чемпіонат США з тенісу       |      |      | ПФ   | 3р   |      | 0 / 2  | 6–2  | 75%  |
| В-П                                    | 0–1  | 0–1  | 5–3  | 3–4  | 0–1  | 0 / 10 | 8–10 | 44%  |